# Enterprise Archive
Enterprise Archive oder Enterprise Application Archive (kurz EAR, „Unternehmensanwendungsarchiv“) ist ein Begriff aus der Software im Umfeld der Programmiersprache Java. Der Begriff bezeichnet sowohl ein Datenformat für die Speicherung von Programmen als auch jede Realisierung dieses Speicherformats.
Es handelt sich um eine Datei im JAR- bzw. ZIP-Format, die ein vollständiges Anwendungsprogramm – meist eine Webanwendung – gemäß dem Standard Java Platform, Enterprise Edition (Java EE) enthält. Diese Dateien haben die Dateinamenserweiterung „.ear“.
Enterprise Application Archives ermöglichen es, komplexe Anwendungen in einer Datei zu verpacken. Dieses Dateiformat wird von jedem Java-Anwendungsserver verstanden, der dem Java-EE-Standard genügt, z. B. WildFly, Oracle WebLogic oder WebSphere.

## Struktur
Jedes Enterprise Application Archive enthält einen Deployment Descriptor namens „application.xml“. Diese XML-Datei beschreibt die Bestandteile der Anwendung:
- Web Application Archives (WAR-Dateien), die Servlets enthalten
- Java Archives (JAR-Dateien), die Enterprise JavaBeans (EJBs) enthalten, so genannte „EJB-JARs“
- sonstige JAR-Dateien mit Java-Klassenbibliotheken